# Кирхшпил Гардинг
Гардинг, Кирхшпил (њем. Garding, Kirchspiel) општина је у њемачкој савезној држави Шлезвиг-Холштајн. Једно је од 132 општинска средишта округа Нордфризланд. Према процјени из 2010. у општини је живјело 344 становника. Посједује регионалну шифру (AGS) 1054035.

## Географски и демографски подаци
Гардинг, Кирхшпил се налази у савезној држави Шлезвиг-Холштајн у округу Нордфризланд. Општина се налази на надморској висини од 0 метара. Површина општине износи 14,9 km². У самом мјесту је, према процјени из 2010. године, живјело 344 становника. Просјечна густина становништва износи 23 становника/km².